# Sykesville (Pensilvania)
Sykesville es un borough ubicado en el condado de Jefferson en el estado estadounidense de Pensilvania. En el año 2000 tenía una población de 1,246 habitantes y una densidad poblacional de 303 personas por km².

## Geografía
Sykesville se encuentra ubicado en las coordenadas 41°2′58″N 78°49′12″O / 41.04944, -78.82000.

## Demografía
Según la Oficina del Censo en 2000 los ingresos medios por hogar en la localidad eran de $26,719 y los ingresos medios por familia eran $34,375. Los hombres tenían unos ingresos medios de $30,597 frente a los $19,773 para las mujeres. La renta per cápita para la localidad era de $14,398. Alrededor del 17.1% de la población estaba por debajo del umbral de pobreza.